# Коломийський повіт (II Річ Посполита)
Коломийський повіт — адміністративно-територіальна одиниця Станиславівського воєводства Польської Республіки, збережена після утворення воєводства у 1920 році на окупованих землях ЗУНР. До складу повіту входило 102 поселення (з них 1 місто, 58 сільських гмін і 38 фільварків та 5 обезлюднілих поселень) зі 23 466 житловими будинками. Загальна чисельність населення повіту складала 109 891 особа (за даними перепису населення 1921 року), з них 70 638 — греко-католики, 20 768 — римо-католики, 17 707 — юдеї, 868 — інших визнань. Площа повіту — 800 км².

### Адміністративний поділ

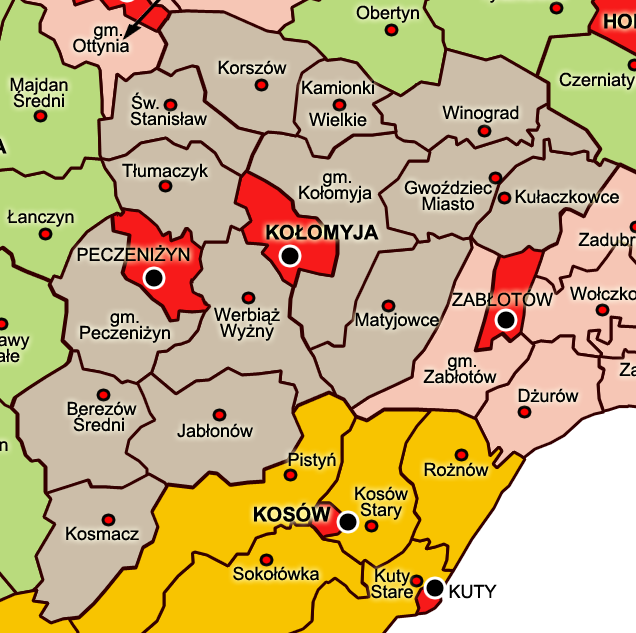
Коломийський повіт

1 січня 1926 р. гміна Сьвєнти Юзеф розпорядженням Ради Міністрів Польщі вилучена з Надвірнянського повіту і включена до Коломийського.
1 квітня 1929 року Печеніжинський повіт ліквідовано, а його територію приєднано до Коломийського повіту.
Розпорядженням Ради міністрів 10 квітня 1934 року до Коломийського повіту було передано:
- село Сєдліска Бредтгайм — з Надвірнянського повіту;
- село Джурків — з Городенківського повіту[3].

15 червня 1934 р. присілок Майдан Граничний вилучений із села Майдан Середній Надвірнянського повіту і приєднаний до села Тлумачик Коломийського повіту.
1 серпня 1934 р. було здійснено новий поділ на сільські гміни шляхом об'єднання дотогочасних (збережених від Австро-Угорщини) ґмін, які позначали громаду села. Новоутворені ґміни відповідали волості — об'єднували громади кількох сіл або (в дуже рідкісних випадках) обмежувались єдиним дуже великим селом.

#### Міста (Міські ґміни)
1. м. Коломия
2. містечко Печеніжин — з 01.04.1929 р. Місто з 1934 р.

#### Сільські ґміни
Кількість:
1920—1926 рр. — 59
1926—1929 рр. — 60
1929—1934 рр. — 81
1934 рр. — 83
1934—1939 рр. — 14
| Об'єднані сільські ґміни 1934 року | Об'єднані сільські ґміни 1934 року | Старі сільські ґміни | Кількість |
| ---------------------------------- | ---------------------------------- | --- | --------- |
| 1                                  | Ґміна Березув Сьредні              | Акрешори (з 01.04.1929), Баня Березув (Баня-Березів) (з 01.04.1929), Березув Ніжни (Нижній Березів) (з 01.04.1929), Березув Сьредні (Середній Березів) (з 01.04.1929), Березув Вижни (Верхній Березів) (з 01.04.1929), Лючкі (з 01.04.1929), Текуча (з 01.04.1929) | 7         |
| 2                                  | Ґміна Вербяж Вижни                 | Вербяж Ніжни (Нижній Вербіж), Вербяж Вижни (Верхній Вербіж), Іспас (Спас), Ключув Вєльки (Великий Ключів) (з 01.04.1929), Куйданьце (Кийданці), Мишин (з 01.04.1929), Сопув (Сопів)                                                                                | 7         |
| 3                                  | Ґміна Віноґрад                     | Віноґрад (Виноград), Джуркув (Джурків) (з 10.04.1934), Островєц (Острівець), Прухніще (Прикмище), Рогиня, Росохач, Хвалібоґа (Хвалибога) | 7         |
| 4                                  | Ґміна Ґвоздзєц Място               | Ґвоздзєц Мали (Малий Гвіздець), Ґвоздзєц Място (Гвіздець), Ґвоздзєц Стари (Старий Гвіздець), Загайполь (Загайпіль), Кобилєц (Кобилець), Остапковце (Остапківці), Подгайчикі (Підгайчики), Сорокі (Сороки), Чехова                                                  | 9         |
| 5                                  | Ґміна Камьонкі Вєлькє              | Камьонкі Вєлькє (Велика Кам'янка), Фатовце (Фатовець) | 2         |
| 6                                  | Ґміна Коломия                      | Дятковце, Добровудка (Добровідка), Ґоди, Камьонкі Мале (Мала Кам'янка), Корніч, Королювка (Королівка), Оскшесіньце (Воскресинці), Пядикі (П'ядики), Турка, Ценява                                                                                                  | 10        |
| 7                                  | Ґміна Коршув                       | Жукоцін (Жукотин), Коршув (Коршів), Ліскі (Ліски), Міхалкув (Михалків), Хлєбичин Лєсни (Лісний Хлібичин), Черемхув (Черемхів) | 6         |
| 8                                  | Ґміна Космач                       | Космач (з 01.04.1929) | 1         |
| 9                                  | Ґміна Кулачковце                   | Балінце (Балинці), Бучачкі, Кулачковце (Кулачківці), Слобудка Польна (Слобідка Пільна), Трофанувка (Трофанівка), Хомякувка (Хом'яківка) | 6         |
| 10                                 | Ґміна Матийовце                    | Дебеславце (Дебеславці), Залуче над Прутем (Залуччя), Замуліньце (Замулинці), Кропівіще (Кропивище), Матийовце (Матеївці), Назурна (Назірна), Пересув (Перерив), Сємаковце (Семаківці), Тросцянка (Тростянка)                                                      | 9         |
| 11                                 | Ґміна Печеніжин                    | Ключув Мали (Малий Ключів) (з 01.04.1929), Маркувка (Марківка) (з 01.04.1929), Млодятин (Молодятин) (з 01.04.1929), Рунґури (Рунгури) (з 01.04.1929), Слобода Рунґурска (Слобода) (з 01.04.1929)                                                                   | 5         |
| 12                                 | Ґміна Свєнти Станіслав             | Сєдліска Бредтгайм (Сідлище) (з 10.04.1934), Слобудка Лєсна (Лісна Слобідка), Свєнти Юзеф (з 01.01.1926), Свєнти Станіслав (Станіславівка) | 4         |
| 13                                 | Ґміна Тлумачик                     | Івановце (Іванівці), Князьдвур (Княждвір) (з 01.04.1929), Раковчик (Раківчик), Тлумачик (Товмачик), Шепаровце (Шепарівці) | 5         |
| 14                                 | Ґміна Яблонув                      | Ковалювка (Ковалівка) (з 01.04.1929), Люча (з 01.04.1929), Стопчатув (Стопчатів) (з 01.04.1929), Уторопи (з 01.04.1929), Яблонув (Яблунів) (з 01.04.1929) | 5         |

* Виділено містечка, що були у складі сільських ґмін та не мали міських прав.